# Asma Bjaoui
Asma El-Bjaoui (ar. أسماء بجاوي ;ur. 10 marca 1992) – tunezyjska judoczka. Startowała w Pucharze Świata w 2009, 2010, 2012, 2015 i 2016. Zajęła siódme miejsce na igrzyskach afrykańskich w 2011. Brązowa medalistka igrzysk panarabskich w 2011. Zdobyła cztery medale na mistrzostwach Afryki w latach 2009 - 2013.